# BAIAP3
BAIAP3‏ (BAI1 associated protein 3) هوَ بروتين يُشَفر بواسطة جين BAIAP3 في الإنسان.